# Mikael Salomon
Mikael Salomon (født 24. februar 1945) er en dansk filmfotograf, filminstruktør og filmproducer af film og fjernsyns-programmer. Efter en lang karriere som filmfotograf i den danske filmbranche begyndte han i Hollywoods filmindustri i slutningen af 1980'erne, hvor han siden har haft en succesfuld karriere, og har modtaget to Academy Award-nomineringer. Han er også fjernsynsinstruktør, og han har bl.a. arbejdet på Kammerater i krig, Salem's Lot, Rome og The Andromeda Strain, som han har modtaget adskillige priser og nomineringer for, inklusive Primetime Emmy Award og Directors Guild of America Award.

## Udvalgt filmografi

### Fjernsyn
| År      | Titel                                | Noter |
| ------- | ------------------------------------ | --- |
| 1993    | Space Rangers                        | 1 episode |
| 1998    | Nash Bridges                         | 1 episode |
| 1999    | Aftershock: Earthquake in New York   | Miniserie 2 Episoder |
| 2000    | The Fugitive                         | 2 Episoder |
| 2000    | Sole Survivor                        | Fjernsynsfilm |
| 2001    | A Glimpse of Hell                    | Fjernsynsfilm |
| 2001    | Alias                                | 1 episode |
| 2001    | Band of Brothers                     | Miniserie 2 Episoder Vandt: - Christopher Television & Cable Award - Primetime Emmy Award for Outstanding Directing                                        |
| 2001    | The Agency                           | 3 Episoder |
| 2002    | Young Arthur                         | Fjernsynsfilm |
| 2003    | Benedict Arnold: A Question of Honor | Fjernsynsfilm |
| 2004    | Salem's Lot                          | Miniserie 2 Episoder |
| 2004    | The Grid                             | Miniserie 6 Episoder |
| 2005    | Over There                           | 1 episode |
| 2005    | Rome                                 | 3 Episoder |
| 2006    | Fallen                               | Miniserie 1 episode |
| 2006    | Nightmares & Dreamscapes             | 2 Episoder |
| 2006    | Runaway                              | Pilotepisode |
| 2007    | The Company                          | 6 Episoder Nomineret til: - Primetime Emmy Award for Outstanding Directing - DGA Award for Outstanding Directing in a Movie for a Miniserie                |
| 2008    | Flirting with Forty                  | Fjernsynsfilm |
| 2008    | Natalee Holloway                     | Fjernsynsfilm |
| 2008    | The Andromeda Strain                 | Miniserie 4 Episoder Nomineret til: - Primetime Emmy Award for Outstanding Limited Series - DGA Award for Outstanding Directing in a Movie for a Miniserie |
| 2009    | Hawthorne                            | Pilot episode |
| 2010    | Who Is Clark Rockefeller?            | Fjernsynsfilm |
| 2010    | Unnatural History                    | 2 Episoder Nomineret til: - DGA Award for Outstanding Directing for a Children's Program                                                                   |
| 2010    | The Lost Future                      | Fjernsynsfilm |
| 2011    | Camelot                              | 3 Episoder |
| 2012    | Blue Lagoon: The Awakening           | Fjernsynsfilm |
| 2012    | Coma                                 | Miniserie 2 Episoder |
| 2014    | Falling Skies                        | Pilot episode |
| 2014    | Big Driver                           | Fjernsynsfilm |
| 2015    | Blood & Oil                          | 1 episode |
| 2015-16 | Powers                               | 5 Episoder |
| 2016    | Damien                               | 1 episode |
| 2017    | Six                                  | 2 Episoder |
| 2017    | The Expanse                          | 2 Episoder |
| 2017    | Criminal Minds: Beyond Borders       | 1 episode |
| 2018    | The Brave                            | 1 episode |

### Film

#### Som fotograf
| År   | Titel                          | Instruktør | Noter                                                                                        |
| ---- | ------------------------------ | --- | -------------------------------------------------------------------------------------------- |
| 1987 | The Man Who Broke 1,000 Chains | Daniel Mann | Vandt: - CableACE Award for Direction of Photography in a Miniserie                          |
| 1988 | Torch Song Trilogy             | Paul Bogart |                                                                                              |
| 1988 | Zelly and Me                   | Tina Rathborne |                                                                                              |
| 1989 | The Abyss                      | James Cameron Nomineret til: - Academy Award for Best Cinematography - ASC Award for Outstanding Cinematography in a Theatrical Release |                                                                                              |
| 1989 | Always                         | Steven Spielberg |                                                                                              |
| 1990 | Arachnophobia                  | Frank Marshall |                                                                                              |
| 1991 | Backdraft                      | Ron Howard | Nomineret til: - Academy Award for Best Visual Effects - BAFTA Award for Best Visual Effects |
| 1992 | Far and Away                   | Ron Howard |                                                                                              |

#### Som instruktør
| År   | Titel           | DP.               | Noter             |
| ---- | --------------- | ----------------- | ----------------- |
| 1993 | A Far Off Place | Juan Ruiz Anchía  |                   |
| 1998 | Hard Rain       | Peter Menzies Jr. |                   |
| 2014 | Freezer         | John Dyer         | Direkte-til-video |